# B-300
O B-300 é um sistema de armas antitanque portátil reutilizável desenvolvido pela Israel Military Industries no final da década de 1970 para uso pelas Forças de Defesa de Israel. O B-300 pode ser transportado e operado por um único operador e tem eficácia de aproximadamente 400 metros. Munições pré-embaladas e mecanismos operacionais simples tornam a arma bastante versátil, permitindo o uso por tropas aéreas, motorizadas e terrestres. Quando as publicações de defesa ouviram pela primeira vez relatos do B-300 no início dos anos 1980, vários relatórios afirmaram erroneamente que se tratava de uma versão israelense melhorada e fabricada do RPG-7 russo.

## Uso
As munições usadas pelo B-300 são impulsionadas por um motor de foguete de combustível sólido e podem ser equipadas com uma das duas variantes de ogivas. A primeira munição antitanque altamente explosiva fornece suporte especializado para missões antitanque. A segunda, conhecida como munição de acompanhamento altamente explosivo, é projetada para uso contra alvos fortificados ou unidades inimigas protegidas. Uma carga primária abre um buraco na estrutura de proteção, permitindo que uma carga antipessoal secundária passe e detone dentro do edifício. O B-300 foi produzido durante a década de 1980 e entrou em serviço em quantidades limitadas nas unidades de forças especiais das Forças de Defesa de Israel.

## Desenvolvimento adicional

### SMAW
A Shoulder-Launched Multipurpose Assault Weapon (SMAW) ("Arma de Assalto Multiuso Lançada no Ombro") é uma arma de foguete lançada no ombro, projetada pela McDonnell Douglas, com a função principal de ser um lança-foguetes anti-blindagem portátil. Entrou em serviço no Corpo de Fuzileiros Navais dos EUA em 1984. Tem um alcance máximo de 500 m contra um alvo do tamanho de um tanque.

### Shipon

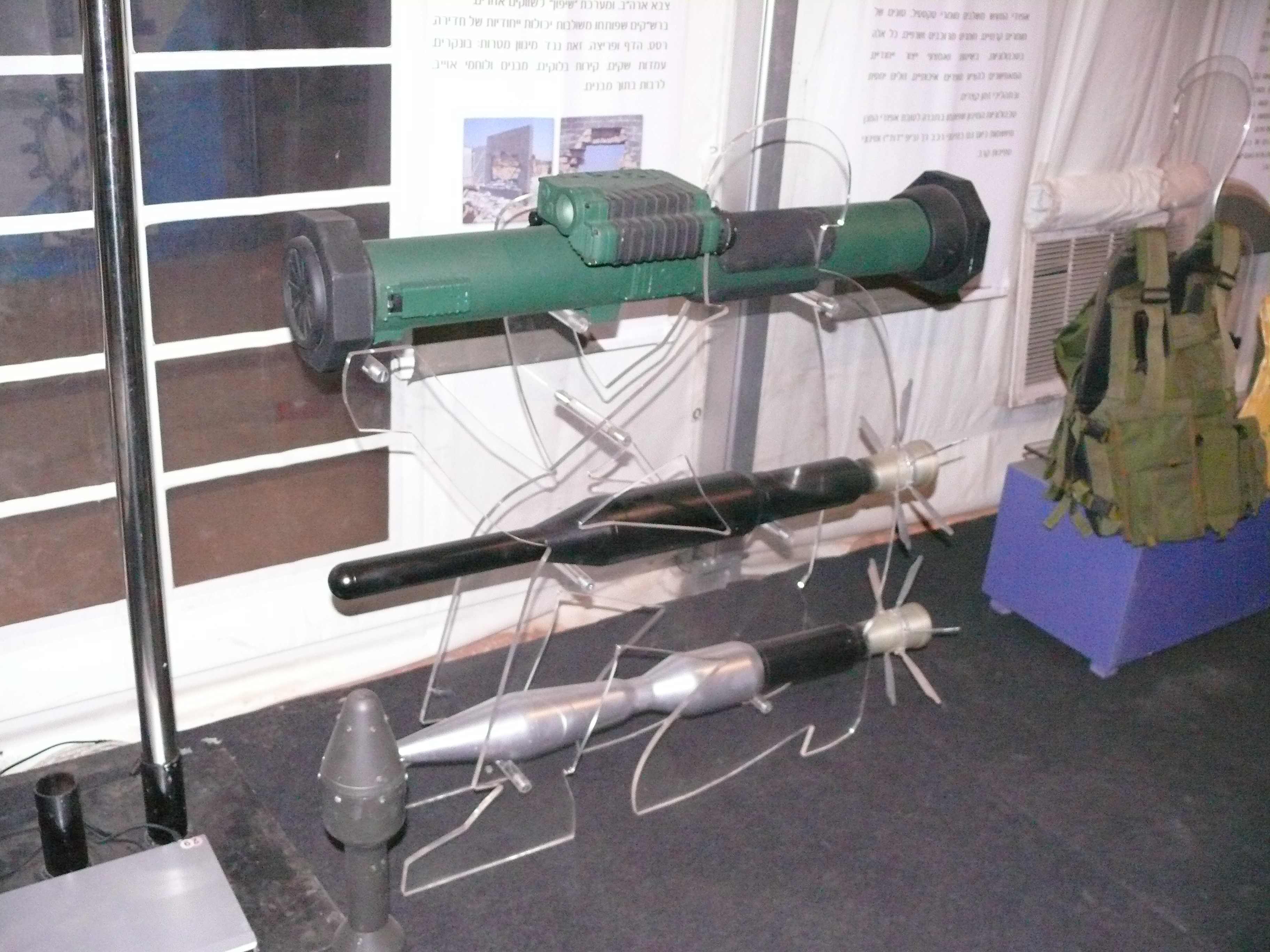
IMI Shipon

Durante o final da década de 1990, a IMI introduziu o Shipon, um avançado sistema de foguete descartável multifuncional lançado no ombro que consiste em um tubo de lançamento e um módulo de sistema de controle de disparo. O Shipon inclui um sistema avançado de controle de fogo, ajudando na mira e aumentando o alcance efetivo para 600 metros. O Shipon dispara dois tipos de foguetes: HEAA Tandem, que penetra 800 mm de armadura de aço após blindagem reativa explosiva, e um foguete anti-bunker. O Shipon está em serviço nas unidades das Forças Especiais Israelenses nas FDI e no YAMAM (a unidade antiterrorista da polícia de elite).

## Operadores

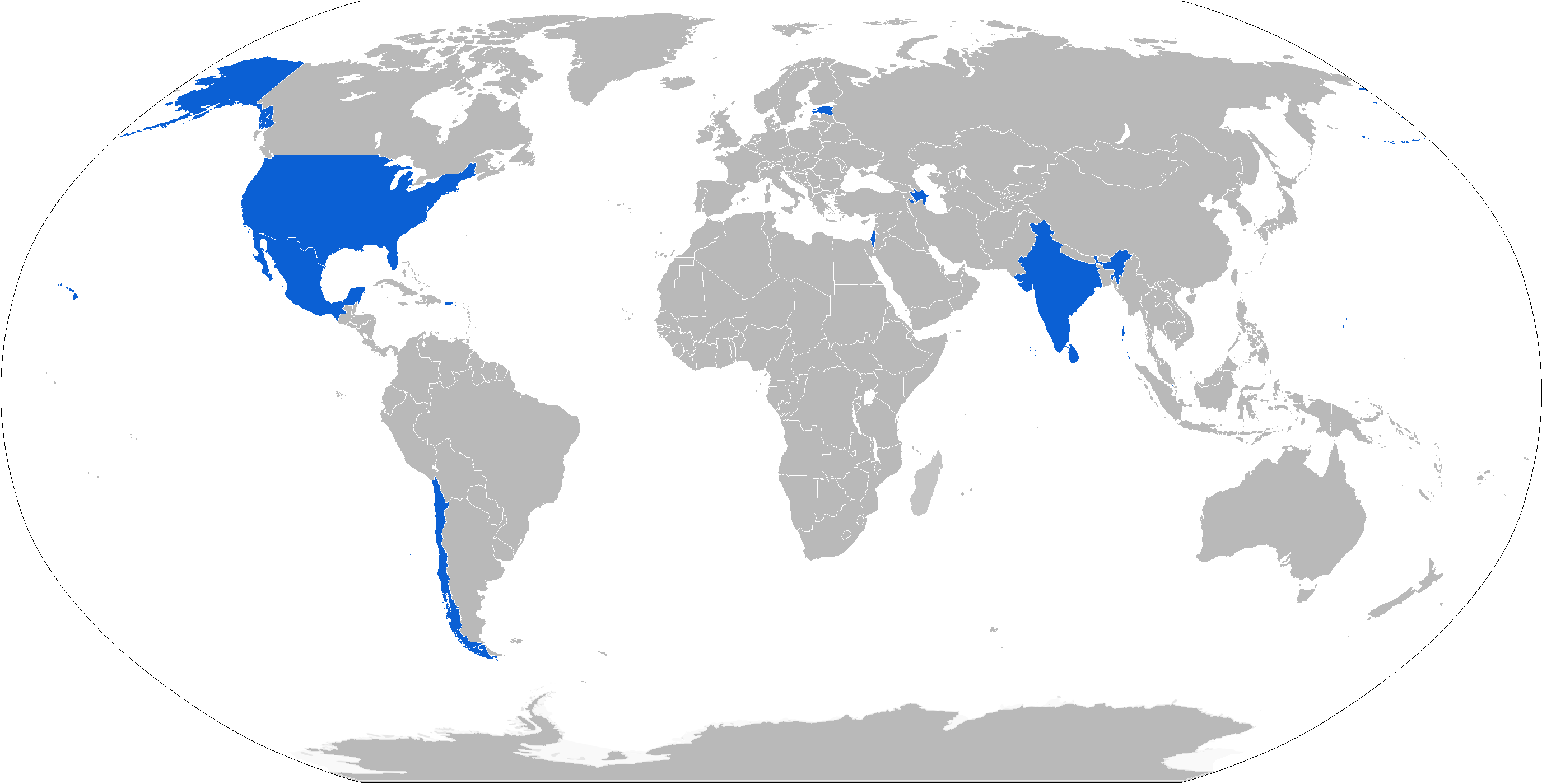
Mapa com operadores do B-300 em azul

### Operadores atuais
- Azerbaijão
- Chile
- Estónia[6]
- Índia
- Israel
- México
- Singapura
- Sri Lanka
- Estados Unidos: Usado sob a designação Mk153 SMAW.
- Trinidad e Tobago[7]